# WARRIORS
WARRIORS（ウォリアーズ）は、日本のプロレス団体DRAGON GATEに所属するユニット。旧ユニット名のWARRIORS-5（ウォリアーズ-ファイブ）についての記述も含む。

## 歴史

### WARRIORS-5
2008年5月5日を最後に長期欠場していたCIMAは12月28日、福岡国際センター大会で復帰を果たした。オープン・ザ・ツインゲート統一タッグ王座戦で新日本プロレスの獣神サンダー・ライガーと組んで挑戦するも当時王者であるYAMATO、サイバー・コング組に敗れる。
試合後にCIMAとは犬猿の仲であるはずのGamma（REAL HAZARDのリーダー：当時）がなぜか彼を介抱する。
前の試合でCIMAの所属するユニットTyphoonも解散マッチに敗れて解散となり、CIMAは帰る場所が無くなり再び長期欠場になる。
一方、Gammaは2009年1月18日に同じREAL HAZARDで昨年末から度々衝突していた神田裕之との敗者追放マッチに勝利したにもかかわらず、他メンバーと新井健一郎の陰謀でユニットを追放されてしまう。2月15日の博多スターレーンにて行われたオープン・ザ・ツインゲート王座戦で斎藤了の裏切りにあって孤立して袋叩きにされていた横須賀享を救出し共闘を呼びかけ、これを横須賀が承諾する。
そのままオープン・ザ・ツインゲート王座挑戦を表明するが、Gammaはこの日でDRAGON GATEとの契約が切れることになっていた。そこで契約を3月1日まで延長して王座戦で勝てば更に契約延長、負ければDRAGON GATE永久追放（その次の3月5日が最終試合）というルールで挑むことになった。
そして3月1日の大阪府立体育会館第2競技場大会での王座戦で勝利。この試合中にKAGETORAがREAL HAZARDを裏切り、Gamma、横須賀に味方する。2人は第6代王者となりGammaは試合後に「一緒に戦って行く仲間を紹介する」と言い、年始から音信不通だったCIMAを呼び込む。
CIMA、Gamma、横須賀、KAGETORAの4人で活動して行くことを表明してユニット名をWARRIORS-5と発表。
3月20日の神戸大会で5人目のメンバー藤田洋平改めRYOMAが加入。
4月15日の後楽園ホール大会にて、CIMA、Gamma、KAGETORAがKAMIKAZEの鷹木、ドラゴン・キッド、岩佐組を破りオープン・ザ・トライアングル・ゲート王座を獲得。
7月8日にはWARRIORS-5の自主興行「一丁目ワッショイ!ワッショイ!!」を開催して大成功を収める。
10月25日、享が博多スターレーン大会にて土井成樹の持つオープン・ザ・ドリームゲート王座戦に挑戦するも失敗、試合後にはCIMA、Gammaとの間に亀裂が生じて享が不穏な動きを見せるようになる。
12月3日、後楽園大会にて享がWARRIORS-5を離脱してREAL HAZARDに加入。それ以降、KAGETORAがCIMAとGammaに不信感を募らせるようになる。
12月27日、福岡国際センター大会でCIMAとGammaがオープン・ザ・ツインゲート統一タッグ王座を獲得するがベルト返上。試合後CIMAが「WARRIORS-5は2人でやっているようなもの」とKAGETORAとの関係が悪化していると思われる発言をした。（そのKAGETORAはそれ以降に出現するDr.マッスルの正体でないかと言われてきた。2010年1月に行なわれたオープン・ザ・ツインゲート統一タッグ王座決定戦出場チーム決定トーナメントで菅原拓也のパートナーとして寝返った）

### WARRIORS
2010年2月27日、REAL HAZARDから追放されたKAGETORAを賭けKAMIKAZEと「KAGETORA・コントラ・KAGETORA」を行うも敗北。
しかしながらその時にたまたまセコンドに居た堀口元気をメンバーに勧誘。堀口は欠場中の斎藤了の加入を条件にメンバー入りをした。これに伴いユニット名をWARRIORSに改名。
2011年1月14日、大阪府立体育会館第2競技場大会のメインイベント終了後に以前から度々、現れていた鉄仮面集団の正体として土井軍（仮）と共に登場して土井軍（仮）との合体を発表。

## メンバー
- CIMA（リーダー）
- ドラゴン・キッド
- 斎藤了
- 堀口元気

## サポートメンバー
- フベントゥ・ゲレーラ
- マット・ジャクソン
- ニック・ジャクソン

## 元メンバー
- Gamma
- 横須賀享
- KAGETORA
- RYOMA

## テーマ曲
- WE ARE THE WARRIORS／ACMA

## 補足
- 何の因果か悪役のGammaとは正反対の立ち位置にいた享が、Gammaに助けられたことがきっかけになって結成されたユニットである。
- 今まで犬猿の仲や宿敵同士と呼ばれていたCIMAとGammaが共闘するのはBlood Generation以来、約3年ぶりとなった。ただし、一度だけ獣神サンダー・ライガー（当時のドリームゲート王者）を倒すために一時的に手を組んだ過去がある。その時は試合中に仲間割れし、CIMAが敗北。
- 結成して間もない頃だったとはいえ、週刊プロレスの「DRAGON GATEで最も好きなユニット」のアンケート調査では大差で1位に選ばれている（総投票数の44％）。ちなみに2位はWORLD-1で13％。
- イメージカラーは迷彩である。
- ユニット独自のアピールとして、両腕を高く上げながら「うーーっ!!」と叫ぶ。
- 鷹木信悟にお笑いユニットと揶揄されたが、それを逆手に取り、CIMA、Gamma、KAGETORAは日本男児をアピールするためにフンドシを着用して挑発した。
- 後楽園ホール大会では従来の入場ゲートではなく、必ず南側の客席から入場する。